# Heineken Open 2005 - Qualificazioni singolare
Le qualificazioni del singolare  dell'Heineken Open 2005 sono state un torneo di tennis preliminare per accedere alla fase finale della manifestazione. I vincitori dell'ultimo turno sono entrati di diritto nel tabellone principale. In caso di ritiro di uno o più giocatori aventi diritto a questi sono subentrati i lucky loser, ossia i giocatori che hanno perso nell'ultimo turno ma che avevano una classifica più alta rispetto agli altri partecipanti che avevano comunque perso nel turno finale.
Le qualificazioni del torneo Heineken Open 2005 prevedevano 32 partecipanti di cui 4 sono entrati nel tabellone principale.

## Teste di serie
1. David Sánchez (primo turno)
2. Potito Starace (primo turno)
3. Antony Dupuis (primo turno)
4. Raemon Sluiter (Qualificato)

1. Jan Hernych (Qualificato)
2. Bohdan Ulihrach (ultimo turno)
3. Philipp Kohlschreiber (Qualificato)
4. Peter Wessels (secondo turno)

## Qualificati
1. Jan Hernych
2. Federico Luzzi

1. Philipp Kohlschreiber
2. Raemon Sluiter

## Tabellone

### Legenda
| - Q = Qualificato - WC = Wild card - LL = Lucky loser | - ALT = Alternate - SE = Special Exempt - PR = Protected Ranking | - w/o = Walkover - r = Ritirato - d = Squalificato |

### Sezione 1
|  | Primo turno          | Primo turno          | Primo turno          | Primo turno     | Primo turno |  |  | Secondo turno   | Secondo turno       | Secondo turno       | Secondo turno | Secondo turno |   |   | Ultimo turno | Ultimo turno   | Ultimo turno   | Ultimo turno | Ultimo turno |  |
|  |                      |                      |                      |                 |             |  |  |                 |                     |                     |               |               |   |   |              |                |                |              |              |  |
|  |                      | Graydon Oliver       | Graydon Oliver       | Graydon Oliver  | W-O         |  |  |                 |                     |                     |               |               |   |   |              |                |                |              |              |  |
|  | 1                    | David Sánchez        | David Sánchez        | David Sánchez   |             |  |  | Graydon Oliver  | Graydon Oliver      | Graydon Oliver      | 6             | 6             |   |   |              |                |                |              |              |  |
|  | Jonathan Hooper      | Jonathan Hooper      | Jonathan Hooper      | Jonathan Hooper | W-O         |  |  | Jonathan Hooper | Jonathan Hooper     | Jonathan Hooper     | 0             | 0             |   |   |              |                |                |              |              |  |
|  | William Ward         | William Ward         | William Ward         | William Ward    |             |  |  |                 |                     |                     |               |               |   |   |              | Graydon Oliver | Graydon Oliver | 2            | 2            |  |
|  | Jean-Michel Péquery  | Jean-Michel Péquery  | Jean-Michel Péquery  | 6               | 6           |  |  |                 |                     | 5                   | Jan Hernych   | Jan Hernych   | 6 | 6 |              |                |                |              |              |  |
|  | Daniel Gimeno Traver | Daniel Gimeno Traver | Daniel Gimeno Traver | 3               | 4           |  |  |                 | Jean-Michel Péquery | Jean-Michel Péquery | 1             | 2             |   |   |              |                |                |              |              |  |
|  | 5                    | Jan Hernych          | Jan Hernych          | 6               | 6           |  |  | 5               | Jan Hernych         | Jan Hernych         | 6             | 6             |   |   |              |                |                |              |              |  |
|  |                      | Mikal Statham        | Mikal Statham        | 2               | 2           |  |  |                 |                     |                     |               |               |   |   |              |                |                |              |              |  |

### Sezione 2
|  | Primo turno        | Primo turno        | Primo turno        | Primo turno      | Primo turno |  |  | Secondo turno    | Secondo turno    | Secondo turno    | Secondo turno | Secondo turno |   |   | Ultimo turno   | Ultimo turno   | Ultimo turno   | Ultimo turno | Ultimo turno |  |
|  |                    |                    |                    |                  |             |  |  |                  |                  |                  |               |               |   |   |                |                |                |              |              |  |
|  |                    | Matthew Prentice   | Matthew Prentice   | Matthew Prentice | W-O         |  |  |                  |                  |                  |               |               |   |   |                |                |                |              |              |  |
|  | 2                  | Potito Starace     | Potito Starace     | Potito Starace   |             |  |  | Matthew Prentice | Matthew Prentice | Matthew Prentice | 2             | 2             |   |   |                |                |                |              |              |  |
|  | Federico Luzzi     | Federico Luzzi     | Federico Luzzi     | 7                | 6           |  |  | Federico Luzzi   | Federico Luzzi   | Federico Luzzi   | 6             | 6             |   |   |                |                |                |              |              |  |
|  | Wang Yeu-tzuoo     | Wang Yeu-tzuoo     | Wang Yeu-tzuoo     | 63               | 3           |  |  |                  |                  |                  |               |               |   |   | Federico Luzzi | Federico Luzzi | Federico Luzzi | 6            | 6            |  |
|  | Jan Vacek          | Jan Vacek          | Jan Vacek          | 6                | 6           |  |  |                  |                  | Jan Vacek        | Jan Vacek     | Jan Vacek     | 2 | 2 |                |                |                |              |              |  |
|  | Daniel King-Turner | Daniel King-Turner | Daniel King-Turner | 4                | 3           |  |  |                  | Jan Vacek        | Jan Vacek        | 6             | 6             |   |   |                |                |                |              |              |  |
|  | 8                  | Peter Wessels      | Peter Wessels      | 6                | 6           |  |  | 8                | Peter Wessels    | Peter Wessels    | 3             | 4             |   |   |                |                |                |              |              |  |
|  |                    | Adam Thompson      | Adam Thompson      | 2                | 4           |  |  |                  |                  |                  |               |               |   |   |                |                |                |              |              |  |

### Sezione 3
|  | Primo turno       | Primo turno           | Primo turno           | Primo turno | Primo turno |  |  | Secondo turno    | Secondo turno         | Secondo turno | Secondo turno         | Secondo turno |   |   | Ultimo turno | Ultimo turno     | Ultimo turno | Ultimo turno | Ultimo turno |  |
|  |                   |                       |                       |             |             |  |  |                  |                       |               |                       |               |   |   |              |                  |              |              |              |  |
|  |                   | Rik De Voest          | Rik De Voest          | 6           | 7           |  |  |                  |                       |               |                       |               |   |   |              |                  |              |              |              |  |
|  | 3                 | Antony Dupuis         | Antony Dupuis         | 3           | 65          |  |  | Rik De Voest     | Rik De Voest          | 6             | 2                     | 0             |   |   |              |                  |              |              |              |  |
|  | Michael Kohlmann  | Michael Kohlmann      | 5                     | 6           | 7           |  |  | Michael Kohlmann | Michael Kohlmann      | 2             | 6                     | 6             |   |   |              |                  |              |              |              |  |
|  | Jim Thomas        | Jim Thomas            | 7                     | 2           | 65          |  |  |                  |                       |               |                       |               |   |   |              | Michael Kohlmann | 7            | 3            | 3            |  |
|  | Daniele Bracciali | Daniele Bracciali     | Daniele Bracciali     | 7           | 6           |  |  |                  |                       | 7             | Philipp Kohlschreiber | 64            | 6 | 6 |              |                  |              |              |              |  |
|  | Alan Mackin       | Alan Mackin           | Alan Mackin           | 68          | 1           |  |  |                  | Daniele Bracciali     | 2             | 6                     | 4             |   |   |              |                  |              |              |              |  |
|  | 7                 | Philipp Kohlschreiber | Philipp Kohlschreiber | 6           | 6           |  |  | 7                | Philipp Kohlschreiber | 6             | 2                     | 6             |   |   |              |                  |              |              |              |  |
|  |                   | Andrew Turner         | Andrew Turner         | 1           | 1           |  |  |                  |                       |               |                       |               |   |   |              |                  |              |              |              |  |

### Sezione 4
|  | Primo turno     | Primo turno      | Primo turno     | Primo turno | Primo turno |  |  | Secondo turno | Secondo turno   | Secondo turno   | Secondo turno   | Secondo turno |   |   | Ultimo turno | Ultimo turno   | Ultimo turno | Ultimo turno | Ultimo turno |  |
|  |                 |                  |                 |             |             |  |  |               |                 |                 |                 |               |   |   |              |                |              |              |              |  |
|  | 4               | Raemon Sluiter   | Raemon Sluiter  | 6           | 6           |  |  |               |                 |                 |                 |               |   |   |              |                |              |              |              |  |
|  |                 | Matthew Stark    | Matthew Stark   | 2           | 0           |  |  | 4             | Raemon Sluiter  | Raemon Sluiter  | 6               | 6             |   |   |              |                |              |              |              |  |
|  | Nicolás Almagro | Nicolás Almagro  | Nicolás Almagro | 6           | 6           |  |  |               | Nicolás Almagro | Nicolás Almagro | 2               | 0             |   |   |              |                |              |              |              |  |
|  | Jose Statham    | Jose Statham     | Jose Statham    | 2           | 0           |  |  |               |                 |                 |                 |               |   |   | 4            | Raemon Sluiter | 4            | 6            | 6            |  |
|  | Francesco Aldi  | Francesco Aldi   | Francesco Aldi  | 6           | 6           |  |  |               |                 | 6               | Bohdan Ulihrach | 6             | 4 | 1 |              |                |              |              |              |  |
|  | Yves Allegro    | Yves Allegro     | Yves Allegro    | 2           | 0           |  |  |               | Francesco Aldi  | 4               | 6               | 0             |   |   |              |                |              |              |              |  |
|  | 6               | Bohdan Ulihrach  | 6               | 3           | 6           |  |  | 6             | Bohdan Ulihrach | 6               | 3               | 6             |   |   |              |                |              |              |              |  |
|  |                 | Martín Rodríguez | 4               | 6           | 0           |  |  |               |                 |                 |                 |               |   |   |              |                |              |              |              |  |